# Claudia Rhédey
La condesa Claudia Rhédey de Kis-Rhéde (21 de septiembre de 1812 - 1 de octubre de 1841) fue una noble húngara, esposa del duque Alejandro de Wurtemberg. Su hijo Francisco, duque de Teck fue padre de María de Teck, reina consorte de Jorge V del Reino Unido, abuela paterna de Isabel II y bisabuela del actual soberano Carlos III del Reino Unido.

## Biografía
Era hija del conde Ladislao Rhédey de Kis-Rhéde y su esposa, la baronesa Inés Inczédy de Nagy-Várad. Desde su nacimiento obtuvo el título de condesa. En su infancia y juventud residió entre Viena y su hogar familiar en Transilvania. Durante una de sus estancias en la capital del Imperio austríaco, en un baile conoció a un joven príncipe, el duque Alejandro de Wurtemberg, que se enamoró de ella.
El 2 de mayo de 1835 se casó con Alejandro. Este era hijo del duque Luis de Wurtemberg, hermano menor del rey Federico I de Wurtemberg. Debido a que ella no pertenecía a ninguna casa reinante o mediatizada, su matrimonio fue declarado morganático y le fue negado el título de duquesa. El 16 de mayo del mismo año fue nombrada condesa de Hohenstein por el emperador Fernando I de Austria. Posteriormente, en 1863, a sus hijos les fue otorgado el título de príncipes de Teck. En 1871, su hijo Francisco fue elevado a duque de Teck.
El matrimonio tuvo tres hijos:
- la princesa Claudia de Teck (1836-1894), soltera;
- Francisco, duque de Teck (1837-1900), casado con la princesa María Adelaida de Cambridge;
- la condesa Amalia de Hohenstein (1838-1893), casada con el conde Paul von Hügel.[7]

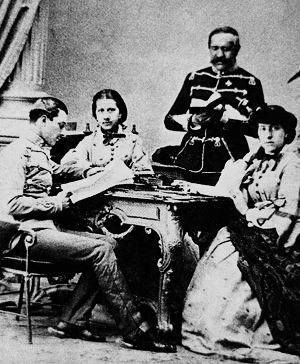
Su marido e hijos: Francisco, Claudia y Amalia (circa 1863)

Inicialmente sus hijos obtuvieron el título de condes de Hohenstein, heredado de su madre. En 1863 Francisco y su hermana mayor soltera, Claudia; fueron nombrados príncipes de Teck con el tratamiento de Alteza Serenísima en el Reino de Wurtemberg.
Su hijo, el príncipe Francisco de Teck fue nombrado duque de Teck. Se casó con la princesa María Adelaida de Cambridge, nieta del rey Jorge III del Reino Unido y se convirtió en un miembro de la Familia Real Británica. Su hija María de Teck se casó con el príncipe Jorge, duque de York, en julio de 1893, convirtiéndose en reina consorte en mayo de 1910. La actual monarca Isabel II es la tataranieta de Claudia.
En 1841 sufrió un accidente mientras contemplaba un desfile militar desde su caballo. El caballo se lanzó descontrolado contra el desfile y Claudia fue arrollada por un escuadrón de caballería. Murió poco tiempo después, a resultas del fatal accidente. Fue sepultada en la iglesia protestante de Sângeorgiu de Pădure, en Transilvania. En este templo, su nieta María de Teck, entonces princesa consorte de Gales y después reina consorte del Reino Unido mandó colocar una placa en su honor.